# Fiskální politika
Fiskální politika je, společně s monetární politikou, politikou zahraničního obchodu a důchodovou politikou, jedním z nástrojů hospodářské politiky státu. Fiskální politikou rozumíme proces utváření daňové soustavy a veřejných výdajů s dvěma cíli. A to pomoc utlumit výkyvy hospodářského cyklu a přispět k zachování rostoucí ekonomiky s vysokou zaměstnaností bez vysoké a kolísavé inflace.
Pomocí fiskální politiky může veřejná správa ovlivnit:
- rozdělení příjmů (přerozdělování)
- agregátní poptávku
- úroveň ekonomické aktivity
- a v důsledku toho i zaměstnanost
- způsob využívání zdrojů (například ekologické a energetické daně).

## Původ
Slovo fiskální pochází z lat. fiscus, původně košík, později státní pokladna, a vyjadřuje spojitost s daněmi. Daně původně sloužily k pokrytí potřeb panovnického dvora a armády, později i pro financování veřejně prospěšných staveb (silnice, průplavy, železnice, školy atd.) a pro financování veřejných statků (bezpečnost a policie, zdravotnictví, školství, ochrana prostředí a další). Jak rozsah funkcí státu v souvislosti s modernizací od 18. století rostl, rostl i jeho podíl na celku hospodářství a tedy i míra zdanění. Během 20. století se moderní státy staly tak významnými účastníky hospodářského života, že mohly aktivně ovlivňovat chod hospodářství jako celku.
Významnou teorií tohoto ovlivňování se stalo keynesiánství, teorie britského ekonoma Johna Maynarda Keynese, která nejen vysvětlovala souvislosti makroekonomických jevů (hrubý domácí produkt, zaměstnanost, agregátní poptávka, inflace atd.), ale poskytovala i návod, jak je zejména prostředky fiskální politiky ovlivňovat. Keynesovy myšlenky byly poprvé uvedeny v praxi během Rooseveltova New Dealu, jehož program vedl k výraznému navýšení veřejných výdajů na sociální zabezpečení. Keynesiánství bylo úspěšné jako metoda boje proti cyklickým hospodářským krizím, od 60. let však naráželo na problémy a stalo se terčem kritiky monetaristů, kteří naopak propagovali omezování státních zásahů a za hlavní úkol státu pokládali péči o stálost měny.
I když důsledná monetaristická politika by měla vést k omezování daní i státních výdajů, ve skutečnosti se jí to nedaří, protože proti ní působí tlaky na rozšiřování působnosti státu, kterým se moderní demokratické společnosti těžko mohou bránit. Při vší kritice „pečovatelského státu“ objem veřejně financovaných sociálních, zdravotních a vzdělávacích služeb přirozeně narůstá, například díky prodlužování průměrné délky života, zdokonalování zdravotních technik, prodlužování školního vzdělávání atd. Díky tomu ovšem přibývá tzv. mandatorních, to jest zákonem předepsaných výdajů a možnosti aktivní fiskální politiky státu se tak spíše zužují.

## Fiskální a monetární politika
Tyto dva typy politiky jsou hlavními metodami, jimiž stát ovlivňuje svoji ekonomiku v krátkodobém horizontu.
Fiskální politika se věnuje otázce výše daní, státních výdajů, aj. Ekonomickou aktivitu pak ovlivňuje výší těchto proměnných, vedením deficitního, či naopak přebytkového rozpočtu, používáním fiskálních stimulů a dalších metod k ovlivnění agregátní poptávky. V západních demokraciích je za vedení fiskální politiky typicky zodpovědná vláda pod dohledem legislativy. Je zde tedy velmi patrné rozhodování na základě politiky a vliv voličů.
Monetární politika se naopak zabývá výškou inflace a stabilitou měny. Ekonomickou aktivitu ovlivňuje svěřenými nástroji jako jsou například výše úrokových sazeb v ekonomice a prováděním operací na otevřeném trhu. Dle ekonomické teorie je záhodné důsledné oddělení mezi osobami řídícími fiskální a monetární politiku. V moderních zemích je proto monetární politika typicky vedena národní (centrální) bankou s různící se mírou nezávislosti na vládě a politicích.
Největšího účinku je pak typicky dosaženo pokud obě tyto politiky pracují v souznění. Problematice použití fiskální a monetární politiky a jejich efektivitě se věnuje debata Ando-Modigliani/Friedman-Meiselman.

## Fiskální a rozpočtová politika
Pojmy rozpočtová a fiskální politika jsou často zaměňovány. Zatímco se fiskální politika zabývá nastolením ekonomické rovnováhy a podporou ekonomického růstu, rozpočtová politika jsou vlastní procesy v rámci rozpočtové soustavy a zabývá se získáním dostatečných příjmů pro realizaci veřejných zájmů. Obě pak používají v podstatě stejné nástroje, rozdíl je však v jejich funkci. Zatímco fiskální politika má hlavně funkci stabilizační a stimulační, rozpočtová politika má na starost alokaci a redistribuci zdrojů.

## Klasifikace

### Formy fiskální politiky
Fiskální politika může nabývat dvou forem a to tzv. vestavěných stabilizátorů nebo také diskreční politiky.

#### Vestavěné (automatické) stabilizátory
Jejich hlavním cílem je vyrovnávat kolísání ekonomiky. Vláda nemusí okamžitě přijímat, zvláštní opatření k cyklickým výkyvům ekonomiky a přesto bude docházet k samovolnému zmírnění těchto výkyvů. Příkladem takových stabilizátorů může být progresivní zdanění, či podpora při nezaměstnanosti. Pro lepší představu podpora při nezaměstnanosti ovlivňuje výkyv zespoda, recese nebude tak hluboká. Díky podpoře nemusí spotřebitel snížit své výdaje na nulu. Na druhou stranu progresivní zdanění omezí cyklický výkyv seshora, expanze nebude tak vysoká. Jinými slovy v době expanze, příjmy rostou, avšak s rostoucími příjmy dochází ke změně daňového pásma. Tudíž lidé zaplatí více na daních.

#### Diskreční politika
Nebo také automatická politika s volností rozhodování, občas také nazývaná „aktivní“. Vláda se snaží pozorovat trend a přijímat opatření, jejichž dopad má vliv na hospodářskou politiku. K těmto zásahům se přistoupí až v moment, kdy se vestavěné stabilizátory jeví jako nedostatečné. Jedná se např. o:
- daňové sazby (jejich výše, struktura) – v případě expanze jejich snižování, naopak v případě útlumu jejich zvyšování
- změna investičních výdajů (stavba.dálnic, výstavba nových obytných domů)- pro expanzi ekonomiky jejich zvýšení pro útlum snížení
- veřejné práce (změna v sociálních dávkách, rekvalifikace)

Diskreční politika může mít za cíl buď ekonomiku podpořit nebo utlumit. následně se pak bavíme o politice expanzivní nebo restriktivní viz níže.

### Typy fiskální politiky
Podle poměru příjmů a výdajů státního rozpočtu můžeme fiskální politiky teoreticky rozdělit na tři typy:

#### Expanzivní fiskální politika
Expanzivní fiskální politika se orientuje na růst výkonu ekonomiky. Znamená to, že se státní výdaje zvyšují nebo se snižují čisté daně. Veřejné výdaje jsou větší než vybrané daně, takže vzniká schodek (deficit) státního rozpočtu, čímž roste státní dluh. Expanzivní fiskální politika se snaží stimulovat růst výkonu ekonomiky prostřednictvím růstu státních výdajů a projeví se krátkodobým růstem HDP. Přes všechny teoretické námitky pracují moderní státy většinou se schodkovým státním rozpočtem a spokojují se jen s tím, že se snaží tento schodek a kumulovaný státní dluh udržovat v jistých mezích (viz např. Maastrichtská kritéria Evropské unie).
Fiskální expanze může v krátkém období vést k růstu reálného produktu, k poklesu nezaměstnanosti a k růstu cenové hladiny. V dlouhém období však dojde pouze k růstu cenové hladiny.

#### Neutrální fiskální politika
Veřejné výdaje se rovnají vybraným daním, státní rozpočet je tudíž vyrovnaný. Tento stav představuje zřejmě těžko dosažitelný ideál, neboť se vyskytuje jen zcela výjimečně.

#### Restriktivní fiskální politika
Restriktivní fiskální politika se orientuje na pokles výkonu ekonomiky. Veřejné výdaje jsou menší než daně, takže se snižuje státní dluh. Restriktivní fiskální politika má smysl tehdy, má-li stát veliký státní dluh; jinak by totiž znamenala, že stát vybírá zbytečně vysoké daně. Ve skutečnosti jsou však všechny moderní státy spíš více než méně zadluženy, přesto se jim nedaří restriktivní politiku zavést. Federální rozpočet USA byl za posledních 40 let v přebytku jen v roce 1999 a 2000 (díky iniciativě prezidenta Clintona).
Jelikož státní příjmy závisejí mimo jiné na vývoje ekonomického cyklu, plánování přesné hodnoty deficitu (přebytku) ex ante se v praxi typicky ukazuje jako nedosažitelné.
Fiskální restrikce povede v krátkém období k poklesu reálného produktu, k růstu nezaměstnanosti a k poklesu cenové hladiny. V dlouhém období dojde však jen k poklesu cenové hladiny.

## Fungování

### Metody získávání prostředků
K vedení své politiky potřebuje stát získávat prostředky na její financování. Mezi tyto prostředky patří:
- Přímé a nepřímé daně
- Ražebné
- Vydávání dluhu
- Rozpouštění rezerv
- Prodej aktiv (hmotných či nehmotných)
- Výnosy z vlastnictví aktiv (například dividendy z podílů ve společnostech)
- Fondy z mezinárodních institucí

Mezi hlavní metody státního financování dnes patří různé formy zdanění. Příkladem mohou být DPH či spotřební daň za nepřímé daně a daň z příjmů fyzických osob za daně přímé.
Dalším významným prvkem získávání prostředků je vydávání státního dluhu. V České republice se toto děje v podobě státních dluhopisů nebo pokladničních poukázek.
Ražebné je metodou používanou hojně v historii. Tento termín označuje získávání prostředků z emitace nových peněz. Tato metoda se ale historicky ukazuje jako problematická jako zdroj financování, neb při nadměrném užívání může vést k pádivé inflaci, či dokonce hyperinflaci v krajních případech.

### Nástroje fiskální politiky
- Automatické stabilizátory – působí stále a automaticky vyrovnávají výkyvy agregátní poptávky a nabídky (např. progresivní daň z příjmu, pojištění v nezaměstnanosti…)
- Záměrná opatření – jednorázové opatření, které ovlivňují agregátní nabídku i poptávku (změna daňové sazby, změna struktury výdajů z rozpočtu…)
- Daně – představují příjmy do státního rozpočtu
- Transfery – dotace do podnikatelské sféry, podpora v nezaměstnanosti nebo zdravotně postižených…
- Vládní výdaje na nákup zboží a služeb – představují výdaje ze státního rozpočtu

## Fiskální deficity
V dnešních veřejných financích je důležité vnímat rozdíl mezi strukturálním a cyklickými deficity. Část rozpočtu je aktivní tedy určovaná opatřeními hospodářské politiky (diskreční politikou), tyto výdaje jsou např. stanovení daňových sazeb nebo výše výdajů na obranu). Nicméně značná část rozpočtu je cyklická, určena pasivně stavem hospodářského cyklu. Jinak řečeno výší národního důchodu a produktu. Aby tomto bylo vyjasněno rozlišujeme strukturální a cyklický rozpočet takto:

#### Skutečný rozpočet
- Zachycuje skutečné výdaje, příjmy a deficity daném období.

#### Strukturální rozpočet
- Počítá, jaké byly státní příjmy, výdaje či deficity, kdyby ekonomika fungovala na hladině potenciálního produktu.

#### Cyklický rozpočet
- Kalkuluje dopad hospodářského cyklu na rozpočet. Měří změny v příjmech, výdajích a deficitech na úrovni potenciálního produktu, ale nachází se v konjunktuře nebo recesi. Je to tedy rozdíl mezi skutečným a strukturálním rozpočtem

Tyto rozpočty jsou úzce spjaty s formami fiskální polity. Strukturální výdaje a příjmy jsou ve většině případů z částí sz uzákoněných diskrečních programů. Načež cyklické výdaje a deficity tvoří ty daně a výdaje, které vznikají automatickými stabilizátory.

## Problémy
I přesto, že hlavním cílem fiskální politiky je stabilizovat makroekonomickou situaci ve státě. Mohou nastat problémy způsobené fiskální politikou, která namísto stabilizace makroekonomické situace způsobí komplikace. Dále rozebereme dva hlavní problémy fiskální politiky a to vytěsňovací efekt časové zpoždění.

### Vytěsňovací efekt
Je efekt ke kterému dochází nejčastěji a uznáváno mnoha ekonomy, zejména zástupci monetarismu, že jako hlavní nevýhoda fiskální politiky.[zdroj⁠?!][ujasnit] Tento efekt budeme demonstrovat na příkladu mějme vládu, která provádí expanzivní politiku se zvýšenými státními výdaji. Díky růstu produktu roste na trhu s penězi poptávka po penězích. S rostoucí poptávkou po penězích se budou zvyšovat úrokové míry. Vyšší úroková míra zvýší náklady investic soukromých subjektů. Ti se zachovají racionálně a svoje investice omezí. V tomto případě vládní výdaje vytěsnily soukromé investiční výdaje. Cílem sice bylo zvýšení produktu, nicméně došlo k částečnému snížení vlivem soukromých investic. O jak velký pokles půjde, záleží na citlivosti soukromých investic.

### Časové zpoždění
Představme si situaci, kdy se ekonomika dostává do recese. V moment, kdy vláda dostane data, rozhodne se zakročit a podnikne expanzivní fiskální politiku, v podobě snížení daní.Celý legislativní proces od podání návrhu přes schválení parlamentem, podepsání prezidentem a následným vstoupením v platnost trvá nemalý čas. Než nižší daně budou mít efekt na ekonomiku uběhne další čas. V konečném důsledku může dojít k tomu, že se ekonomika už nenachází ve stavu recese, ale ve stavu expanze. Dodatečné podpoření ekonomiky nacházející se v expanzi může vést k inflaci. Tento jev jsme mohli pozorovat např. při pandemii covidu-19, kdy česká vláda pomáhala svými ekonomickými balíčky ve většině případů ex post.

## Fiskální politika a otevřená ekonomika
Představme si malou otevřenou ekonomiku např. Česká republika s volným pohybem mezinárodního kapitálu. Dle předpokladu je to taková ekonomika, která nemůže svou úrokovou míru měnit jinak než se pohybuje úroková míra ve světě. A to protože úrokový diferenciál by za jinak stejných podmínek (zejména za jinak stejného rizika) vedl k okamžitým přesunům kapitálu, které by výsledně vedly k přizpůsobení se domácí úrokové míry úrovni světové úrokové míry. V tomto případě fiskální politika státu je ovlivněna účinnosti měnového kurzu.

### Fixní politika a fixní měnový kurz

#### Fiskální expanze
- Pro krátké období platí, že pokud dojde k zvýšeným vládním nákupům, dojde k růstu produktu a přes trh peněz také k růstu domácí úrokové míry. Úroková míra se dostává nad hladinu světové a díky této příležitosti dojde k investicím ze zahraničí (kupování domácí měny). Dochází k tlaku na zhodnocení domácí měny, díky zvýšené poptávce. Centrální bance nakonec nezbude nic jiného než skoupit přebytečnou zahraniční měnu za domácí. Tím se zvýší peněžní zásoba a úroková míra klesne opětovně na úroveň světové. Výsledkem bývá, že úroková míra zůstavá na úrovni ve které byla na počátku, nicméně dochází ke zvýšení produktu

#### Fiskální restrikce
- Opět pro krátké období, rozhodne-li se vláda k snížení vládních nákupů dojde k poklesu produktu. Pokles produktu způsobí pokles poptávky po penězích A dojde k přesně obrácenému efektu než při fiskální expanzi. Úroková míra se dostane pod hodnotu světové a tak se investoři začnou zbavovat domácí měny a začnou nakupovat investice v cizí měně za vidinou zisku. K tomu si však budou muset směnit měnu a dochází tak k přebytku domácí měny na devizových trzích. Vznikající tlak na znehodnocení domácí měny donutí centrální banku ke skupování domácí měny. Dojde k snížení peněžní zásoby s cílem navrátit domácí úrokovou míru na úroveň světové. Výsledek je původní úroková míra a nižší produkt.

### Fiskální politika a flexibilní měnový kurz

#### Fiskální expanze
- Pro krátké období dochází opět ke zvyšování vládních nákupů, což následně vede k růstu produktu, domácí úrokové míry. Toto motivuje zahraniční investory, kteří začínají kupovat domácí měnu. Zvýšená poptávka po domácí měně vede ke zhodnocení domácí měny. Zhodnocení domácí měny způsobuje, že se export domácí země stává na světových trzích „dražší“ a import do domácí země „levnější“. Toto má za důsledek, že se čistý export začne zhoršovat díky tomu začne klesat HDP. Výsledkem bude, že se úroková míra stabilizuje na počáteční úroveň a stejně tak i produkt.

#### Fiskální restrikce
- Opět pro krátké období, jestliže dochází k poklesu produktu vlivem fiskální restrikce. Což bude vést k poklesu poptávky po penězích a díky tomu začne klesat úroková míra. Pokles domácí úrokové míry pod úroveň světové způsobí odliv finančních investorů. Přebytek domácí měny na devizovém trhu způsobí znehodnocení domácí měny. Znehodnocení domácí měny vyvolá růst exportu a pokles importu. Avšak čistý export se zlepší a dojde k růstu produktu. Opět se produkt i úroková míra stabilizuje na původní úroveň.

Obecně v systému s fixním měnovým kurzem má fiskální politika vliv na ekonomiku. To nelze tvrdit o systému s flexibilním měnovým kurzem, kde dopady, jak expanzivní tak restriktivní politiky nemají skoro žádný vliv.

## Ekonomické teorie fiskální politiky

### Keynesiánský pohled
Jak již bylo řečeno, původ moderní teorie fiskální politiky se značně opírá o myšlenky J. M. Keynese. Keynesiánství je obecně ekonomickou teorií prosazující expanzivní fiskální politiku. Ta je podle ní řešením nestability ekonomiky způsobené nedostatečnou agregátní poptávkou.  Agregátní poptávku lze pak dle Keynesiánů nejlépe zvýšit navýšením vládních výdajů současně se snížením daňové sazby. Keynesiánství fiskální expanzi doporučuje především v době ekonomické recese, jelikož slouží jednak ke zvýšení národního důchodu a jednak zvyšuje zaměstnanost.

### Současné studie
Debata o dopadech fiskální politiky probíhá dodnes.
Účinnost keynesiánské expanzivní fiskální politiky v době recese potvrzuje studie „Measuring the output responses to fiscal policy“ Alana J. Auerbacha a Yuriye Gorodnichenka (2010) z amerického National Bureau of Economic Research. Autoři se rovněž zabývají dopadem fiskálních šoků na jednotlivé složky státních rozpočtů a chováním multiplikátorů v období recese ve vztahu k předvídatelným složkám fiskálních šoků.
Alesina, Favero a Giavazzi (2015) ve své práci „The output effect of fiscal consolidation plans“ porovnávají efektivitu fiskálních změn založených na daňových a výdajových reformách. Zjišťují, že první jmenované reformy mají mnohem ekonomicky náročnější a dražší. Jako důvod pro pozorovaný fenomén uvádějí hlavně rozdíl v sebevědomí trhu a soukromých investorů.

## Fiskální politika České republiky
Fiskální politika České republiky je především určována státním rozpočtem. Jeho hlavní parametry jsou každoročně schvalovány na návrh vlády Poslaneckou sněmovnou jako speciální zákon. Státní rozpočet slouží jako plán hospodaření státu na následující rok.

### Fiskální pravidla[3]
Státní rozpočet se musí řídit tzv. fiskálními pravidly. Ta jsou definována v zákoně č.23/2017 Sb. o pravidlech rozpočtové  odpovědnosti. Pravidla jsou nicméně čas od času novelizována. Od roku 2017 se tak stalo dvakrát v roce 2020.
Jedním z fiskálních pravidel je tzv. dluhová brzda. Ta je „spuštěna“ v případě, že dluh sektoru veřejných institucí přesáhne 55 % nominálního hrubého domácího produktu. Dluhová brzda je soubor opatření, která dlouhodobě mají vést k udržitelnosti veřejných financí. Při jejím spuštění musí vláda představit dlouhodobě udržitelný střednědobý výhled státního rozpočtu a vyrovnaných rozpočtů státních pojišťoven a územní samosprávy musí schválit neschodkové rozpočty na následující rok. Veřejné instituce nesmí po dobu jejího spuštění přijímat nové závazky ze smluv s výjimkou projektů spolufinancovaných Evropskou unií. Dluhová brzda nicméně od svého přijetí nebyla zatím nikdy spuštěna.
Dalším fiskálním pravidlem je pravidlo výdajové. Podle toho nesmí výdaje sektoru veřejných institucí přesáhnout jeho příjmy o více než 1 % HDP. Toto pravidlo může být výjimečně navýšeno rozhodnutím ministerstva financí.
Posledním pravidlem na státní úrovni je pravidlo hospodaření územních správních celků. To je stanoveno již zmíněným zákonem o pravidlech rozpočtové odpovědnosti. Podle něj výše dluhu územního samosprávného celku nesmí přesáhnout úroveň 60 % průměru příjmu za poslední 4 rozpočtové roky. Při porušení této zásady, je celek povinen v následujícím kalendářním roce dluh snížit minimálně o 5 % rozdílu mezi jeho výší a zmíněným čtyřletým průměrem příjmů. Pokud tak neudělá, má ministerstvo financí právo zastavit přenos výběru na daních.
Tuzemské rozpočty se musí řídit také závaznými evropskými pravidly. Těmi jsou dluhové pravidlo (horní hranice dluhu sektoru vládních institucí je 60 % HDP), deficitní pravidlo (celkový roční rozpočtový deficit nesmí převýšit hranici 3 % HDP), pravidlo strukturálního salda (střednědobé saldo sektoru vládních institucí nesmí být nižší než střednědobý fiskální cíl a výdajové pravidlo (tempo růstu státních výdajů nesmí převyšovat desetiletý průměr).

### Struktura českého státního rozpočtu[12]
Český státní rozpočet pro rok 2023 počítal s příjmy 1928 miliard korun a s výdaji 2223 miliard korun.
Největšími zdroji příjmů rozpočtu jsou povinné pojistné (35,7 % celkových příjmů), DPH (19,8 % celk. příjmů), daně z příjmu právnických osob (13,3 % celk. příjmů) a přijaté investiční a neinvestiční transfery (9,6 % celk. příjmů).
Většinu  výdajů státního rozpočtu pak tvoří mandatorní (50,8 %) a quasi-mandatorní (19,6 %) výdaje.Nejvíce peněz stát plánoval vydat na důchody (36,8 % celkových výdajů), platy státních zaměstnanců (19,5 % celk. výdajů) a státní platbu do systému veřejného zdravotního pojištění (7,8 %).

### Dlouhodobý trend
Státní rozpočet České republiky od roku 2019 zaznamenává rekordní schodky. Rekordní nominální schodek státní rozpočet zaznamenal v roce 2021, a to 419,7 miliardy korun. S výrazným zadlužením počítá i rozpočet pro rok 2023, konkrétně s deficitem 295 miliard korun. Důvodem pro tento trend jsou dle NKÚ hlavně systémové problémy. Úřad upozorňuje na absenci důchodové reformy, neschopnost digitalizovat státní správu, nedostatek investic a nárůst počtu státních zaměstnanců. Zhruba 10 % nárůstu dluhu pak připisuje expanzivní fiskální politice spojené s pandemií covidu-19 a s následnou energetickou krizí.
Dosavadní vývoj slíbila zvrátit vláda Petra Fialy jmenovaná v prosinci roku 2021. Stabilizace veřejných financí a restriktivní fiskální politika jsou prvním bodem jejího programu. Ke slibované reformě nicméně v době psaní této kapitoly zatím nedošlo.

### Mezinárodní srovnání
Složení českého státního rozpočtu zhruba odpovídá ostatním státům Evropské unie. Státní rozpočet České republiky byl v roce 2021 o zhruba 5 procentních bodů národního HDP menší než je unijní průměr.
Nejpodobnější rozpočtovou strukturu s Českou republikou dle výdajové položky mají Litva, Lotyšsko, Estonsko a Polsko.